# Hicksville
Pour les articles homonymes, voir Hicksville (homonymie).
Hicksville est une bande dessinée de Dylan Horrocks.

## Description
Semi autobiographique, Hicksville raconte l'histoire d'un jeune homme voulant écrire un livre sur Dick Burger, le nouveau génie des comics. L'auteur se rend donc à Hicksville, ville natale de Dick Burger, dont celui-ci refuse bizarrement de parler. Il s’aperçoit que la population entière de la ville est passionnée de bande dessinée, et que Dick Burger y est considéré comme un traître qui a abandonné ses ambitions artistiques et vit son métier comme une industrie. La ville de Hicksville, véritable sanctuaire de la bande dessinée, sert ici de métaphore à la passion et à l'intégrité artistique.
Hicksville contient de nombreuses références au monde des comics en général, citant par exemple les Harvey Awards et des auteurs comme Jack Kirby.

## Publication en français

### Albums
- L'Association, coll. « Ciboulette », 2001  (ISBN 2-84414-049-1)